# Clemira sororcula
Clemira sororcula is een vlinder uit de familie uilen (Noctuidae). De wetenschappelijke naam van de soort is voor het eerst geldig gepubliceerd in 2009 door Vitor Osmar Becker.

## Type
- holotype: "male"
- instituut: USNM, Smithsonian Institution, Washington, Verenigde Staten
- typelocatie: "Bolivia, Cochabamba, Incachaca"[1]